# Fred Hess
Fred Hess (* 3. September 1944 in Abington, Pennsylvania; † 27. Oktober 2018) war ein US-amerikanischer Tenorsaxophonist und Komponist des Avantgarde Jazz.

## Wirken
Geboren in Abington, Pennsylvania, wuchs Fred Hess in New Jersey auf und besuchte das Trenton State College; 1979 studierte er an Karl Bergers Creative Music Studio in Woodstock (New York); danach zog er nach Colorado, wo er 1982 das Boulder Creative Music Ensemble gründete. 1991 schloss er sein Studium mit einem Doktortitel in Komposition an der University of Colorado in Boulder ab. Außerdem studierte er das Saxophonspiel bei Phil Woods, arbeitete bei dem Bandleader Fred Waring und komponierte Musik für ein Theaterstück von Sam Shepard. Als Komponist verarbeitete er die Einflüsse der Jazz-Avantgarde, wie von Anthony Braxton und der Association for the Advancement of Creative Musicians. Er war Koordinator für Jazz-Studien am Metropolitan State College in Denver.
Neben seinen Projekten als Leiter (BCME und The Fred Hess Group), war er Gründer und Direktor der Creative Music Works Orchestra in Denver und Mitglied von Ginger Bakers Denver Jazz Quintet (zu hören auf dessen Album von 1998, Coward of the Country auf Atlantic), außerdem von Ensembles, die von dem Trompeter Ron Miles geleitet wurden. Später arbeitete Hess mit seinem eigenen Quartett und dem Fred Hess/Marc Sabatella Duo.
Hess nahm unter eigenem Namen elf Alben auf. Sein Stil am Tenor war stark von Lester Young beeinflusst.

## Preise und Auszeichnungen
Im Jahr 2000 erhielt er den Julius Hemphill Award für Jazz-Komposition von der Jazz Composers Alliance verliehen. 2006 gewann er den ersten Preis des International Jazz Composers Symposium in Tampa, Florida.

## Diskographische Hinweise
- 1999 – Faith (Cadence Jazz Records)
- 2001 – Exposed (CIMP) mit Paul Smoker, Ken Filiano, Damon Short